# WINDLESS BLUE
『WINDLESS BLUE』（ウィンドレス・ブルー）は、日本のフォークデュオ、風の3枚目のアルバムである。

## 背景
アルバムが発売された翌月の1976年12月5日に「ほおづえをつく女」がシングルカットされた。同日にリリースされた太田裕美のアルバム『12ページの詩集』には、本作収録曲である「君と歩いた青春」のカヴァーが収録されている。太田は1981年にシングルとして同曲を再度録音し、このリメイク版は同年末に発表されたアルバムの表題曲にもなった。この曲はこれまでに西城秀樹、岩崎宏美、沢田聖子によってもカヴァーされている。

## 音楽性
『ファーストアルバム』や『時は流れて…』でも大半の楽曲を手掛けていた瀬尾一三が、このアルバムでは全曲のアレンジに携わっている。しかし、従来の叙情的なフォーク・ロックから趣向を変え、ジャズ・フュージョンやソウル・ミュージックを基調とした、よりシティ・ポップ色の濃い楽曲が本作には数多く収録されている。こういったサウンド面における方向転換は当時、伊勢正三が心酔していたというスティーリー・ダンなどからの影響が大きく反映された結果である。
2000年にリリースされたベスト・アルバム『コンプリート・ベスト』に寄せたライナーノーツの中で、伊勢は本作について「当時にしてみれば、フォーク・デュオにしては冒険的なアルバムだったが、今にしてみれば、曲の粒が揃った"風"の中では、最も完成度の高いものなのでは、と思う」と述べている。

## 再発売
2007年には、初期の2枚のスタジオ録音作と同時に、デジタル・リマスタリングを施された本作のCDが日本クラウンからリリースされた。

## 収録曲

### A面
| 全編曲: 瀬尾一三。 |                                     |            |       |
| #                  | タイトル                            | 作詞・作曲 | 時間  |
| 1.                 | 「ほおづえをつく女」(Album version) | 伊勢正三   | 5:57  |
| 2.                 | 「夜の国道」                        | 大久保一久 | 5:17  |
| 3.                 | 「3号線を左に折れ」                 | 伊勢正三   | 4:01  |
| 4.                 | 「旅の午後」                        | 大久保一久 | 4:30  |
| 5.                 | 「通り雨」                          | 伊勢正三   | 3:42  |
| 合計時間:          | 合計時間:                           | 合計時間:  | 23:27 |

### B面
| 全編曲: 瀬尾一三。 |                        |            |       |
| #                  | タイトル               | 作詞・作曲 | 時間  |
| 1.                 | 「アフタヌーン通り25」 | 伊勢正三   | 3:37  |
| 2.                 | 「小さな手」           | 大久保一久 | 2:48  |
| 3.                 | 「地平線の見える街」   | 伊勢正三   | 4:19  |
| 4.                 | 「君と歩いた青春」     | 伊勢正三   | 4:56  |
| 5.                 | 「ふっと気がつきゃ」   | 大久保一久 | 3:02  |
| 6.                 | 「少しだけの荷物」     | 伊勢正三   | 3:12  |
| 合計時間:          | 合計時間:              | 合計時間:  | 21:54 |

## 参加ミュージシャン
| ほおづえをつく女 (Album version) - 伊勢正三 : Lead Guitar & Background Vocal - 水谷公生 : Electric Guitar - 渋井博 : Electric Piano & Mini Moog - 森谷順 : Drums - 斉藤ノブ : Percussion - 大久保一久 : Background Vocal - 内山修 : Background Vocal - 相馬淳子 : Background Vocal 夜の国道 - 水谷公生 : Electric Guitar - 渋井博 : Electric Piano - 吉川忠英 : Acoustic Guitar - 武部秀明 : Electric Bass - 市原ヤスシ : Drums - 瀬尾一三 : Bell Tree - 村岡健 : Saxophone - 新井英治 : Trombone - 伊勢正三 : Background Vocal - 大久保一久 : Background Vocal 3号線を左に折れ - 水谷公生 : Electric Guitar - 吉川忠英 : Acoustic Guitar - 羽田健太郎 : Acoustic Piano - 武部秀明 : Electric Bass - 森谷順 : Drums - 瀬尾一三 : Solina & Percussion - 渋井博 : Mini Moog - 新井英治 : Trombone Section - 伊勢正三 : Background Vocal - 大久保一久 : Background Vocal - 内山修 : Background Vocal 旅の午後 - 水谷公生 : Electric Guitar - 吉川忠英 : Acoustic Guitar - 渋井博 : Acoustic & Electric Piano & Mini Moog - 武部秀明 : Electric Bass - 森谷順 : Drums - 斉藤ノブ : Tambourine - 瀬尾一三 : Solina - 羽島幸次 : Trumpet Section - 伊勢正三, 大久保一久, 内山修, 相馬淳子 : Background Vocal 通り雨 - 伊勢正三 : Lead Guitar - 水谷公生 : Electric Guitar - 渋井博 : Electric Piano & Organ - 吉川忠英 : Acoustic Guitar - 武部秀明 : Electric Bass - 市原ヤスシ : Drums - 斉藤ノブ : Percussion | アフタヌーン通り25 - 伊勢正三 : Electric Guitar - 水谷公生 : Electric Guitar - 吉川忠英 : Acoustic Guitar - 佐藤準 : Piano - 武部秀明 : Electric Bass - 森谷順 : Drums - 斉藤ノブ : Percussion - 渋井博 : Korg Polyphonic Ensemble - 村岡健 : Saxophone - 伊勢正三 : Background Vocal 小さな手 - 吉川忠英 : Acoustic Guitar - 渋井博 : Electric Piano & Mini Moog - 武部秀明 : Electric Bass - 森谷順 : Drums - 伊勢正三 : Background Vocal - 大久保一久 : Background Vocal - 内山修 : Background Vocal 地平線の見える街 - 伊勢正三 : Acoustic Guitar - 水谷公生 : Acoustic Guitar - 吉川忠英 : Acoustic Guitar Mandolin & Conga - 駒沢裕城 : Steel Guitar - 武部秀明 : Electric Bass - 森谷順 : Drums 君と歩いた青春 - 伊勢正三 : Lead Guitar - 吉川忠英 : Acoustic Guitar - 渋井博 : Acoustic Piano & Korg Polyphonic Ensemble - 武部秀明 : Electric Bass - 森谷順 : Drums ふっと気がつきゃ - 水谷公生 : Electric Guitar - 吉川忠英 : Acoustic Guitar - 佐藤準 : Electric Piano - 武部秀明 : Electric Bass - 森谷順 : Drums - 渋井博 : Marimba - 斉藤ノブ : Percussion - 伊勢正三 : Background Vocal - 大久保一久 : Background Vocal - 内山修 : Background Vocal 少しだけの荷物 - 水谷公生 : Electric Guitar - 吉川忠英 : Acoustic Guitar - 羽田健太郎 : Acoustic Piano - 武部秀明 : Electric Bass - 森谷順 : Drums - 金山功 : Vibraphone - 伊勢正三 : Background Vocal - 大久保一久 : Background Vocal - 内山修 : Background Vocal |